# (21313) Xiuyanyu
(21313) Xiuyanyu est un astéroïde de la ceinture principale.

## Description
(21313) Xiuyanyu est un astéroïde de la ceinture principale. Il fut découvert le 10 décembre 1996 à la station de Xinglong par le programme Beijing Schmidt CCD Asteroid Program. Il présente une orbite caractérisée par un demi-grand axe de 2,21 UA, une excentricité de 0,16 et une inclinaison de 5,6° par rapport à l'écliptique.

## Compléments